# Minibidion rurigena
Minibidion rurigena là một loài bọ cánh cứng trong họ Cerambycidae.